# Маунт-Етна (Меріленд)
Маунт-Етна (англ. Mount Aetna) — переписна місцевість (CDP) в США, в окрузі Вашингтон штату Меріленд. Населення — 580 осіб (2020).

## Географія
Маунт-Етна розташований за координатами 39°35′56″ пн. ш. 77°36′46″ зх. д. / 39.59889° пн. ш. 77.61278° зх. д. (39.598880, -77.612768).  За даними Бюро перепису населення США в 2010 році переписна місцевість мала площу 3,66 км², уся площа — суходіл.

## Демографія
Згідно з переписом 2010 року, у переписній місцевості мешкала 561 особа в 202 домогосподарствах у складі 166 родин. Густота населення становила 153 особи/км².  Було 217 помешкань (59/км²).
Расовий склад населення:
| - 91,8 % — білих - 3,7 % — азіатів - 1,2 % — чорних або афроамериканців |

До двох чи більше рас належало 2,7 %. Частка іспаномовних становила 3,7 % від усіх жителів.
За віковим діапазоном населення розподілялося таким чином: 24,4 % — особи молодші 18 років, 63,7 % — особи у віці 18—64 років, 11,9 % — особи у віці 65 років та старші. Медіана віку мешканця становила 43,7 року. На 100 осіб жіночої статі у переписній місцевості припадало 106,2 чоловіків;  на 100 жінок у віці від 18 років та старших — 102,9 чоловіків також старших 18 років.
Середній дохід на одне домашнє господарство  становив 105 572 долари США (медіана — 78 333), а середній дохід на одну сім'ю — 108 860 доларів (медіана — 79 271). 
Цивільне працевлаштоване населення становило 339 осіб. Основні галузі зайнятості: роздрібна торгівля — 25,4 %, освіта, охорона здоров'я та соціальна допомога — 17,1 %, науковці, спеціалісти, менеджери — 13,0 %, будівництво — 12,4 %.